# Mitsubishi B1M
Mitsubishi B1M (яп. 一三式艦上攻撃機) — серийный палубный бомбардировщик-торпедоносец Императорского флота Японии 20-30-х годов 20 века.

## История создания
В начале 1920-х годов Императорский флот Японии начал программу построения авианосцев. Руководство фирмы Mitsubishi, которой было поручено разработку самолётов палубного базирования, не имея соответствующего опыта, пригласило на свой новый авиастроительный завод группу из семи конструкторов фирмы «Sopwith» под руководством ведущего инженера Герберта Смита (англ. Herbert Smith).
Британским конструкторам была поставлена задача разработать всю номенклатуру самолётов для размещения на авианосцах: истребитель, торпедоносец, разведчик.
Разведчик Mitsubishi 2MR и истребитель Mitsubishi 1MF получились удачными машинами, в отличие от бомбардировщика Mitsubishi 1MT, который оказался слишком громоздким для размещения на авианосцах. Ему на замену был разработан самолёт Mitsubishi B1M.
Прототип, под названием 2МТ1, совершил первый полёт в январе 1923 года. В отличие от предшественника, этот самолёт получился удачным. Это был цельнодеревянный биплан, оснащённый двигателем Napier Lion мощностью 450 л. с. (на более поздних версиях устанавливали двигатель Hispano-Suiza, мощностью 500 л. с.) с двухлопастным деревянным винтом с фиксированным шагом. Для удобства размещения на авианосцах крылья самолёта складывались. В 1924 году самолёт был принят на вооружение под названием «Палубный штурмовик Тип 13» (или B1M1).

## Тактико-технические характеристики (2MT2)

### Технические характеристики
- Экипаж: 2 человека
- Длина: 9,77 м
- Высота: 3,50 м
- Размах крыльев: 14,77 м
- Площадь крыльев: 59,00 м2
- Масса пустого: 1 442 кг
- Масса снаряженного: 2 697 кг
- Двигатели: Napier Lion
- Мощность: 500 л. с.

### Летные характеристики
- Максимальная скорость: 210 км/ч
- Практический потолок: 4 500 м
- Продолжительность полёта: 2 ч 35 мин

### Вооружение
- Пулеметное: 4× 7,7 мм пулемёта
- Бомбовая: 1× 457-мм торпеда или 2х 240-кг бомбы

## Модификации
- B1M1 — первая серийная версия; двухместный, с двигателем Napier Lion (450 л. с.); обозначение — «Палубный штурмовик Тип 13-1» (заводские обозначения 2MT1, 2MT2 и 2MT3); (197 экз.)
- 2MT4 — прототип разведывательного гидросамолёта (1 экз.);
- 2MT5 — прототип двухместного бомбардировщика-торпедоносца; двигатель Mitsubishi Hi (лицензионная версия Hispano-Suiza); (1 экз.)
- B1M2 — серийный трёхместный торпедоносец; обозначение — «Палубный штурмовик Тип 13-2» (заводское обозначение 3MT1) (115 экз.)
- B1M3 — улучшенный вариант B1M2; новый пропеллер и коробка передач; обозначение — «Палубный штурмовик Тип 13-3» (заводское обозначение 3MT2) (128 экз. построен Mitsubishi, 87 — 11-м арсеналом флота в Хиросиме)
- Тип 87 — лёгкий бомбардировщик (армейский вариант)
- T-1.2 — конверсия для гражданского использования

## История использования
Самолёт Mitsubishi B1M был принят на вооружение в 1924 году и размещался на авианосцах «Каґа» и «Хошо» до середины 1930-х годов. В январе-феврале 1932 года Mitsubishi B1M приняли участие в боевых действиях во время «Шанхайского инцидента» (вооруженного конфликта между Японией и Китаем), осуществив ряд налётов на Шанхай. При этом один самолёт B1M был потерян.
До середины 1930-х годов Mitsubishi B1M морально устарел, но из-за отсутствия достойной замены часть самолётов находилась на вооружении до 1938 года.